# Philopotamus ludificatus
Philopotamus ludificatus är en nattsländeart som beskrevs av Mclachlan 1878. Philopotamus ludificatus ingår i släktet Philopotamus och familjen stengömmenattsländor. Inga underarter finns listade i Catalogue of Life.